# Nuevo Mundo

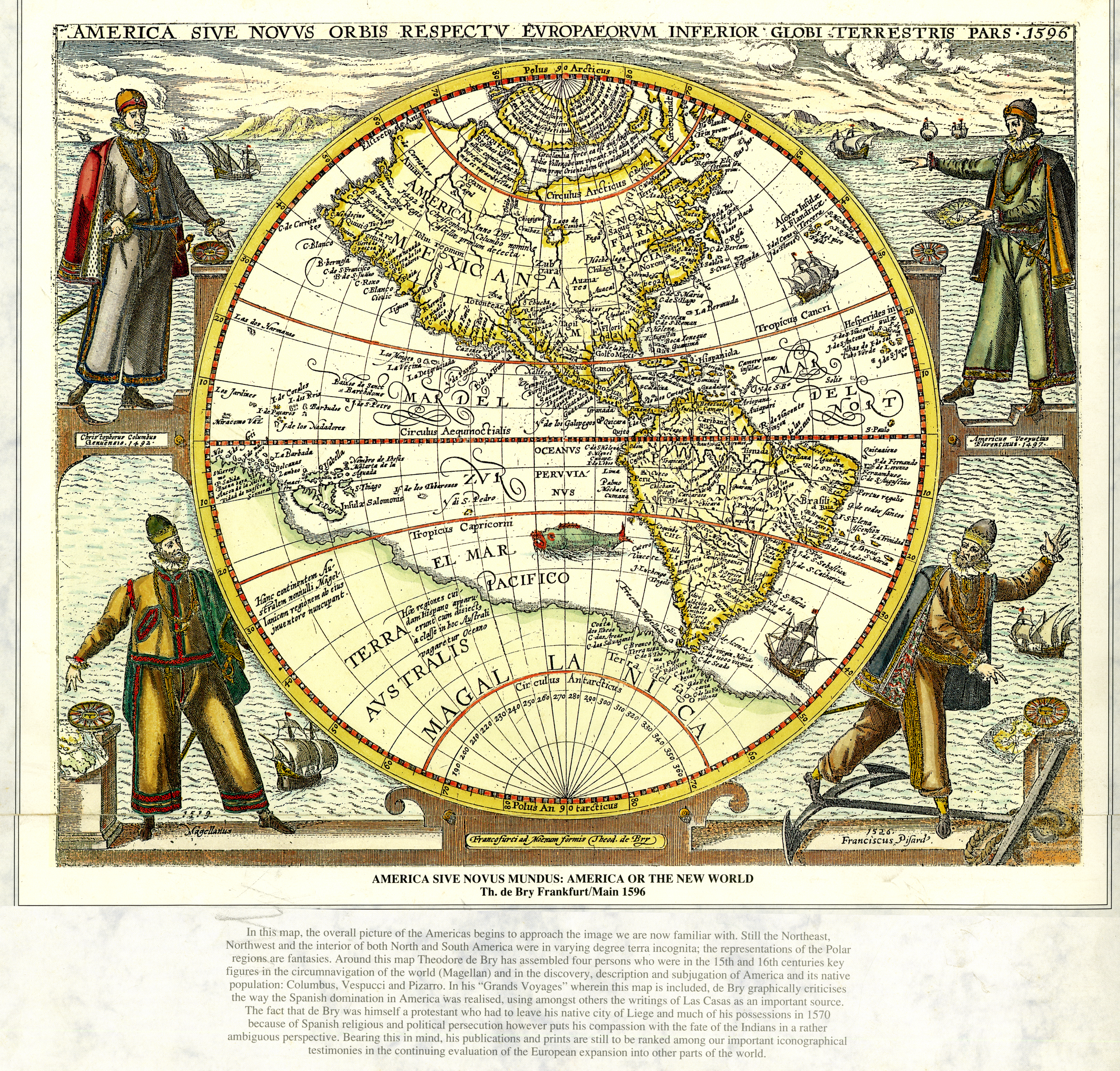
El Nuevo Mundo llamado América (1596) por Teodoro de Bry.

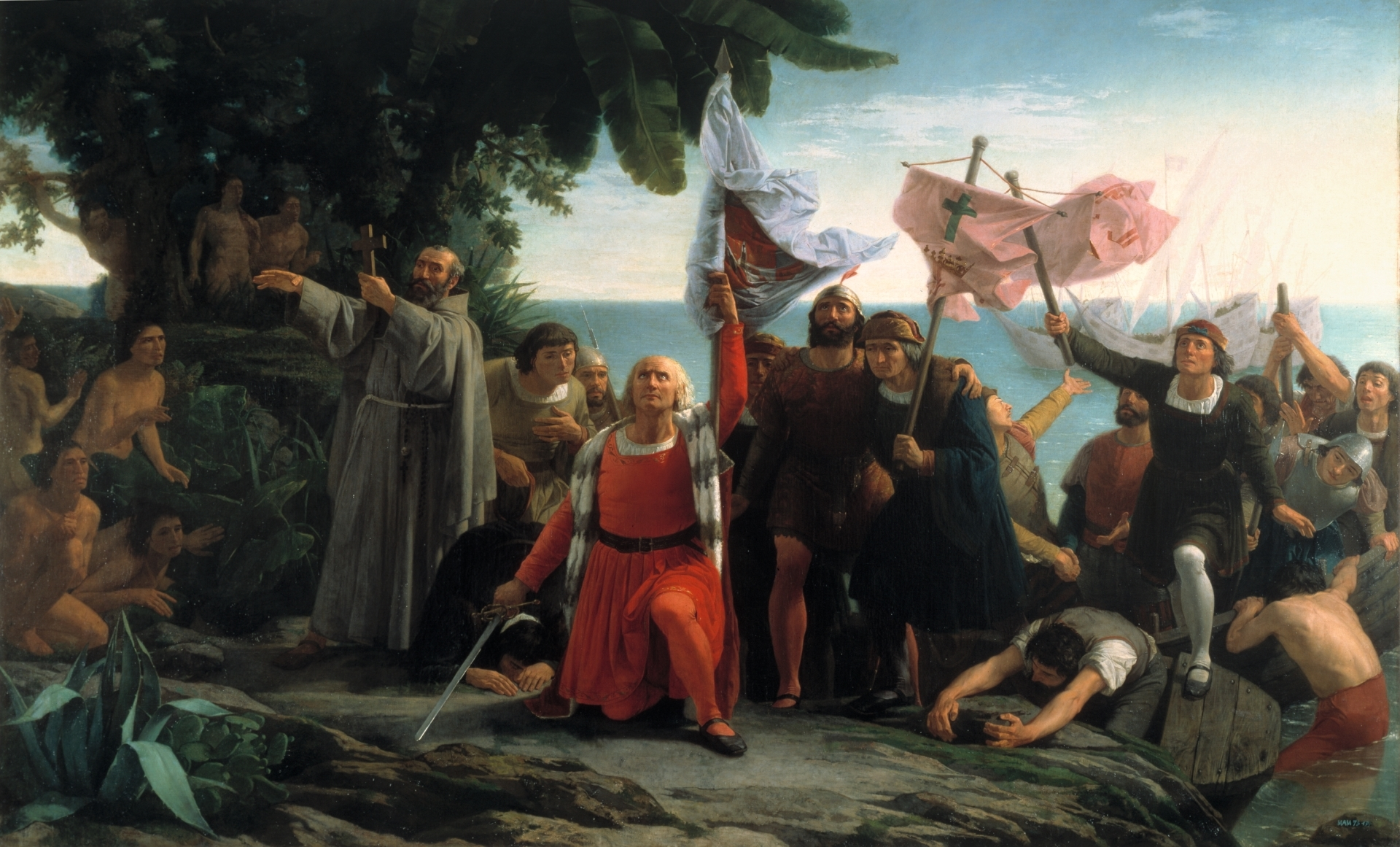
Primer desembarco de Cristóbal Colón en América 1492. (Exposición Nacional, Medalla de Primera clase) por Dióscoro Puebla.

El Nuevo Mundo es uno de los nombres históricos con que los europeos han denominado al continente americano desde finales del siglo XV como consecuencia de la colonización de América desde 1492. El adjetivo «nuevo» se emplea para distinguirlo del Viejo Mundo, es decir, los continentes ya conocidos por los europeos: Europa, Asia y África. 
En principio, Cristóbal Colón, creyó que había llegado al continente asiático, llamado Indias por Marco Polo. Esa confusión hizo que los europeos denominasen Indias Occidentales a las islas recién descubiertas, en oposición a las Indias ya conocidas que desde entonces empezaron a llamarse Indias Orientales. Por esto, a los indígenas americanos se los denominó indios. No obstante, ya en su tercer viaje (1498-1500) el mismo Colón advirtió que se trataba de un nuevo territorio, desconocido hasta entonces. De esta forma, desde el año 1507 las cartografías comenzaron a mostrar a América como un nuevo continente a partir de los trabajos de Americo Vespucio, Juan de la Cosa y Martín Waldseemüller.
Esta designación no debe interpretarse como sinónimo de mundo moderno o mundo contemporáneo, ya que estos dos últimos conceptos suelen referirse a periodos históricos concretos, y no a una masa de tierra o continente específicos. Para el posterior descubrimiento de Oceanía se utiliza el término novísimo mundo.

## Actual uso
Actualmente, el uso del término Nuevo Mundo está circunscrito principalmente a los siguientes ámbitos:
- En un contexto histórico al referirse al descubrimiento de América por los europeos.
- En biología para describir grupos de especies que solo se encuentran en América frente a los que se hallan en el resto de los continentes (sin contar Oceanía).
- En la producción de vinos:
  - Para describir cualquier vino producido fuera de las áreas tradicionales que cultivan vino en Europa y el norte de África, en particular los del norte y sur de América y Australia.
  - Para describir un estilo de vino popularizado por productores del Nuevo Mundo. Estereotípicamente producidos en el sudeste de Australia y California (EE. UU.), y descripto por la variedad de uvas más que la viña, estos vinos son maduros, de color más oscuro, con más cuerpo, suaves, más frutados y con más alcohol que los productos tradicionales europeos. El término se utiliza para describir un vino con una o todas estas características producidas en cualquier región vitivinícola. A la inversa, un vino producido en el Nuevo Mundo podría ser considerado del estilo del Viejo Mundo.